# Artikel 20a des Grundgesetzes für die Bundesrepublik Deutschland
Art. 20a des Grundgesetzes für die Bundesrepublik Deutschland ist eine Staatszielbestimmung, mit welcher der Umwelt-, Klima- und Tierschutz in das Grundgesetz für die Bundesrepublik Deutschland aufgenommen wurden.
Art. 20a GG lautet seit dem 1. August 2002:

## Entstehungsgeschichte
Naturschätze, Naturschutz und Landschaftspflege, der Küstenschutz oder der Schutz der Bäume und Pflanzen gegen Krankheiten und Schädlinge sind seit Inkrafttreten des Grundgesetzes im Jahre 1949 Gegenstand der Bundesgesetzgebung. Die konkurrierende Gesetzgebungskompetenz für den Tierschutz (Art. 74 Abs. 1 Nr. 20 GG) sowie die Abfallwirtschaft, die Luftreinhaltung und die Lärmbekämpfung (Art. 74 Abs. 1 Nr. 24 GG) kamen Anfang der 1970er Jahre hinzu.

### Grundgesetzänderung 1994
Beim Umweltschutz handelt es sich um ein existentielles, langfristiges Interesse des Menschen, das sowohl in der Gegenwart besteht als auch in die Zukunft gerichtet ist. Die sich daraus ergebende ökologische Herausforderung an den Staat war bei Schaffung des Grundgesetzes nach dem Zweiten Weltkrieg jedoch noch nicht absehbar, sondern trat erst Anfang der 1970er Jahre mit der Verschmutzung von Luft, Boden und Gewässern in das öffentliche Bewusstsein und war seit Beginn der 1980er Jahre Gegenstand der umweltpolitischen Debatte im Deutschen Bundestag.
Die Forderung nach Einführung eines Umweltgrundrechts wurde dabei rasch zugunsten einer Positivierung als Staatszielbestimmung aufgegeben.
In Art. 20a GG wurde der Umweltschutz mit Wirkung zum 15. November 1994 auf Vorschlag der Gemeinsamen Verfassungskommission als objektiv-rechtliches Staatsziel ausgestaltet. Die Formulierung „Der Staat schützt auch in Verantwortung für die künftigen Generationen die natürlichen Lebensgrundlagen im Rahmen der verfassungsmäßigen Ordnung durch die Gesetzgebung und nach Maßgabe von Gesetz und Recht durch die vollziehende Gewalt und die Rechtsprechung“ enthält daher keinen subjektiven und damit einklagbaren Anspruchstatbestand. Sie enthält vielmehr einen an die Gesetzgebung gerichteten Gestaltungsauftrag, d. h., der Umweltschutz ist bei sämtlichen gesetzgeberischen Maßnahmen und Tätigkeiten zu berücksichtigen. An dieses Staatsziel sind aber auch Gerichte und Verwaltung gebunden, also beispielsweise bei der Auslegung von unbestimmten Rechtsbegriffen und der Ausübung von Ermessen.

### Grundgesetzänderung 2002
Von dem Schutz der natürlichen Lebensgrundlagen in Art. 20a GG von 1994 war der Tierschutz als Schutz des einzelnen Tieres vor vermeidbaren Leiden, Schäden oder Schmerzen nicht erfasst. Das Bundesverfassungsgericht hatte daher im sog. Schächturteil nur zu prüfen, ob das grundsätzliche Verbot im Tierschutzgesetz (TierSchG) ein warmblütiges Tier ohne Betäubung zu schlachten bzw. das Erfordernis einer Ausnahmegenehmigung gem. § 4aAbs. 2 Nr. 2 TSchG eine unangemessene Einschränkung der Religions- und Berufsfreiheit des Beschwerdeführers bewirkt. Der ethische Tierschutz genoss seinerzeit keinen Verfassungsrang und war bei der Entscheidung unberücksichtigt geblieben.
Diese Regelungslücke sollte mit Wirkung zum 1. August 2002 geschlossen werden, indem in Art. 20a GG nach dem Wort „Lebensgrundlagen“ die Worte „und die Tiere“ eingefügt wurde. Durch die Einbindung in Artikel 20a Grundgesetz erstreckt sich die Vorschrift seitdem auch auf den Tierschutz, so dass sowohl einzelne Tiere geschützt sind als auch – mit Blick auf die Zukunft – Tiere als Gattung. Es werden jedoch keine individuellen Eigenrechte einzelner Tiere begründet. Deren besondere Stellung wird so aber nochmals hervorgehoben. Von der Norm werden alle Tierarten erfasst und nicht nur diejenigen, die auch eine Lebensgrundlage für den Menschen bilden – wie z. B. die Honigbiene im Gegensatz zur Katze.
Die Grundgesetzänderung bewirkte zwar, dass seitdem „auch und gleichsam gegenläufig zu prüfen (ist), ob die ausnahmsweise Erlaubnis zum Schächten mit Art. 20a GG vereinbar ist.“ Dieser Belang genießt jedoch keineswegs Vorrang gegenüber anderen Verfassungsgewährleistungen, so dass es im Ergebnis weiterhin ausreicht, „dass derjenige, der die Ausnahmegenehmigung nach § 4a Abs. 2 Nr. 2 Alternative 2 TierSchG zur Versorgung der Mitglieder einer Gemeinschaft benötigt, substantiiert und nachvollziehbar darlegt, dass nach deren gemeinsamer Glaubensüberzeugung der Verzehr des Fleisches von Tieren zwingend eine betäubungslose Schlachtung voraussetzt.“
Art. 20a GG in seiner Eigenschaft als Leitlinie, die durch einfache Gesetze ausgestaltet werden muss, kann damit zumindest gewisse Einschränkungen an sich schrankenlos gewährleisteter Grundrechte wie der Religionsfreiheit in Art. 4 Abs. 1 GG bewirken.
Das Bundeslandwirtschaftsministerium hat im Februar 2024 als Referentenentwurf einen „Entwurf eines Gesetzes zur Änderung des Tierschutzgesetzes und des Tiererzeugnisse-Handels-Verbotsgesetzes“ veröffentlicht, mit dem der Tierschutz verbessert und dem Verfassungsgebot stärker Rechnung getragen werden soll.

## Bedeutung

### Gesetzgebung
Der Schutz der Umwelt bedeutet zum einen das Unterlassen schädigender Eingriffe, die Abwehr akuter Gefahren für die Umwelt und schließlich die aktive Vorsorge gegenüber künftigen Risiken. Inhalt des Umweltschutzes ist auch der Schutz der Artenvielfalt und die Sicherung eines artgerechten Lebens bedrohter Tier- und Pflanzenarten. Als Teilprinzipien sind in Art. 20a GG das Vorsorge-, das Verursacher-, das Ursprungs- sowie das Nachhaltigkeitsprinzip verankert.
Hieraus folgt die Notwendigkeit der sachgerechten Abwägung der Staatsziele aus Art. 20a GG mit anderen Verfassungsgütern und Werten des Grundgesetzes (praktische Konkordanz etwa im Anlagen- oder Baurecht). Art. 20a GG enthält aber keine konkreten Gewichtungsfaktoren. Auf eine ausdrückliche Vorrangstellung des Umweltschutzes vor anderen verfassungsrechtlichen Rechtsgütern und Prinzipien ist laut Begründung der Verfassungskommission ausdrücklich verzichtet worden. Im einfachen Recht könnte der Gesetzgeber jedoch bestimmen, dass die Sicherung der natürlichen Lebensgrundlagen im Einzelfall den Vorrang vor anderen Belangen haben soll.
Dasselbe gilt für das Staatsziel „Tierschutz.“ Als Belang von Verfassungsrang ist der Tierschutz, nicht anders als der in Art. 20a GG schon früher zum Staatsziel erhobene Umweltschutz, im Rahmen von Abwägungsentscheidungen zu berücksichtigen und kann geeignet sein, ein Zurücksetzen anderer Belange von verfassungsrechtlichem Gewicht – wie etwa die Einschränkung von Grundrechten – zu rechtfertigen. Er setzt sich aber gegen konkurrierende Belange von verfassungsrechtlichem Gewicht nicht notwendigerweise durch.
Dem Gesetzgeber, der den Staatszielen Umwelt- und Tierschutz mit geeigneten einfachgesetzlichen Vorschriften Rechnung zu tragen hat, kommt dabei ein weiter Gestaltungsspielraum zu. Art. 20a GG enthält keine strikten Vorzugsregeln für die Lösung von Zielkonflikten. Aus der Vorschrift wird jedoch abgeleitet, dass beispielsweise die Nutzungsrate der erneuerbaren Ressourcen die natürliche Regenerationsrate sowie die Belastung der Umwelt durch Emissionen und Abfälle die Absorptionsrate der Umweltmedien nicht übersteigen dürfe, dass der Verbrauch nicht erneuerbarer Ressourcen zu minimieren und dass Großrisiken, deren ökologische Folgen andere Nachhaltigkeitspostulate verletzen, auf ein kalkulier- und versicherbares Maß zurückzuführen seien. Dass die Grundregeln zum Umgang mit erneuerbaren und nicht erneuerbaren Ressourcen in Art. 20a GG verankert seien, wird dagegen an anderer Stelle bezweifelt. Die Kompromissorientierung des Umweltschutzprinzips vertrage sich nicht mit derartigen Festlegungen.
Durch die Staatszielbestimmung des Art. 20a GG wird der Umweltstaat als gleichwertig neben dem Demokratie-, Sozialstaats- und Rechtsstaatsprinzip etabliert. Art. 20a GG muss daher das staatliche Handeln in gewissem Umfang vorab auf Umweltstaatlichkeit determinieren, womit der Verfassung auch insoweit ein Stück „Offenheit“ genommen und der politische Prozess reglementiert wird.
Für das geltende Recht enthält Art. 20a GG ein Verschlechterungsverbot bzw. ein relatives normatives Rückschrittsverbot, das beispielsweise eine ersatzlose Zurücknahme der naturschutzrechtlichen Eingriffsregelung oder deren Abschwächung in einer Weise, dass eine Verschlechterung in der tatsächlichen Situation des Naturschutzes eintreten kann, unmöglich macht.
Im Ergebnis adressiert Art. 20a GG die Generationengerechtigkeit, die ökologische Gerechtigkeit und das Abwägungsgebot.

### Beispiele aus der Rechtsprechung
- Die in § 16b Abs. 1 Satz 2 TierSchG statuierte Pflicht, vor dem Erlass von Rechtsverordnungen und allgemeinen Verwaltungsvorschriften die Tierschutzkommission anzuhören, trägt zur Erfüllung des Verfassungsauftrages aus Art. 20a GG bei. Eine Verordnung, die unter Verstoß gegen § 16b Abs. 1 Satz 2 TierSchG erlassen wurde, verletzt zugleich Art. 20a GG.[36]

- Angesichts eines noch nicht endgültig geklärten Erkenntnisstandes der Wissenschaft bei der Beurteilung der langfristigen Folgen eines Einsatzes von Gentechnik trifft den Gesetzgeber eine besondere Sorgfaltspflicht, bei der er den in Art. 20a GG enthaltenen Auftrag zu beachten hat, auch in Verantwortung für die künftigen Generationen die natürlichen Lebensgrundlagen zu schützen.[37]

- Wie das Bundesverfassungsgericht im so genannten Klimabeschluss feststellte, verpflichtet Art. 20a GG den Staat zum Klimaschutz. Dies zielt auch auf die Herstellung von Klimaneutralität. Art. 20a GG genießt zwar keinen unbedingten Vorrang gegenüber anderen Belangen, sondern ist im Konfliktfall in einen Ausgleich mit anderen Verfassungsrechtsgütern und Verfassungsprinzipien zu bringen. Dabei nimmt das relative Gewicht des Klimaschutzgebots in der Abwägung bei fortschreitendem Klimawandel jedoch weiter zu.[38] Insofern kann die Verpflichtung in Art. 20a GG nicht nur die Beschränkung von Grundrechten legitimieren, sondern auch zu einer Verstärkung grundrechtlicher Gewährleistungen führen.[39]

- Im Lichte des in das Grundgesetz aufgenommenen Staatsziels Tierschutz ist das wirtschaftliche Interesse an Hennen, die speziell auf eine hohe Legeleistung gezüchtet sind, kein vernünftiger Grund im Sinne von § 1 Satz 2 des Tierschutzgesetzes für das Töten männlicher Küken aus diesen Zuchtlinien.[40] Diese Rechtsprechung führte mit Wirkung zum 1. Januar 2022 zu dem gesetzlichen Verbot, Küken von Haushühnern der Art Gallus gallus zu töten (§ 4c TierSchG).[41][42]

## Rechtspolitik
Es gibt verschiedene rechtspolitische Forderungen, um angesichts des Klimawandels einen Vorrang des Staatsziels Umweltschutz gegenüber anderen Verfassungswerten und Grundrechten herzustellen.

### Verbindliches Staatsziel Klimaschutz
Ein Gesetzentwurf der Bundestagsfraktion Bündnis 90/Die Grünen sieht insbesondere zur verbindlichen Festlegung der Pariser Klimaziele sowie des Atomausstiegs auf Verfassungsebene eine Ergänzung des Art. 20a GG vor durch die Formulierung „Für die Bundesrepublik Deutschland völkerrechtlich verbindliche Ziele und Verpflichtungen des Klimaschutzes binden alle staatliche Gewalt unmittelbar. Die Stromerzeugung aus Kernenergie ist untersagt.“
Vorbild dafür sind entsprechende Bestimmungen in den Landesverfassungen von Hamburg oder Niedersachsen.
Kritiker halten den absoluten Klimavorrang ohne Verhältnismäßigkeitsprüfung staatlicher Grundrechtseingriffe im Einzelfall und den Verzicht auf die Auflösung einer Güterkollision im Wege der praktischen Konkordanz für verfassungswidrig.

### Natur als Rechtssubjekt
Da Rechte der Schlüssel zur modernen Gesellschaft seien, liege die Antwort auf die ökologischen Herausforderungen des Artensterbens, der Globalvermüllung und des Klimawandels nicht in einer Kritik der Rechte, sondern in einer verfassungsmäßig verankerten Anerkennung subjektiver Rechte der Natur – als Ausdruck eines neuen ökologischen Liberalismus im Anthropozän.

### Ökologisches Existenzminimum
Ausgehend von der Entscheidung des Bundesverfassungsgerichts zum Grundrecht auf Gewährleistung eines ökonomisch-sozialen Existenzminimums aus Art. 1 Abs. 1 GG in Verbindung mit dem Sozialstaatsprinzip des Art. 20 Abs. 1 GG gibt es Forderungen im Schrifttum nach Herleitung eines ökologischen Existenzminimums aus den Grundrechten in Verbindung mit Art. 20a GG. Dagegen steht der Einwand, aus der Verfassung ließen sich keine konkreten Belastungsschwellen herleiten. Dies ist jedoch durch Vorgaben zur konkreten Berechnung menschenwürdiger Regelleistungen nach dem SGB II gelungen und ließe sich anhand der „von den Erdsystemwissenschaften definierten planetarischen Grenzen mit ihren sog. Kipp-Punkten durch die Feststellung von Belastungsschwellen, die nicht überschritten werden dürfen“ entsprechend bestimmen.

### Gemeinschaftsaufgabe Naturschutz
Die Einführung einer bundesweiten Rahmengesetzgebung für Ökosystemmanagement, eine Grundgesetzänderung zur Einführung einer neuen Gemeinschaftsaufgabe Naturschutz, zumindest aber die Integration von Biodiversitätsschutz-Maßnahmen in den allgemeinen Rahmenplan der Gemeinschaftsaufgabe Agrarstruktur und Küstenschutz (GAK) sowie ein Verbandsklagerecht bei Verfehlen oder Ignorieren von Biodiversitätszielen durch die Bundesregierung fordert das interdisziplinäre Sustainable Development Solutions Network (SDSN) vom 20. Deutschen Bundestag.